# Isola Madre de Dios
L'isola Madre de Dios è un'isola del Cile, che fa parte dell'arcipelago omonimo, inclusa amministrativamente nella regione delle Magellane e Antartide Cilena, provincia di Última Esperanza. Si trova a sud dell'isola Wellington, dalla quale è divisa dal canale Trinidad, ad ovest dell'arcipelago della Reserva Nacional Alacalufes, separato a sua volta tramite il canale Concepción, 200 km a nord di Puerto Natales. 
A sud il canale Oeste la separa dall'isola Duque de York.
L'isola Madre de Dios è solcata dal grande golfo Seno Barros Luco, nella sua costa orientale, dove ancorano imbarcazioni che dopo un giorno di navigazione da Puerto Natales raggiungono l'isola. L'isola viene fustigata regolarmente da venti circumpolari che raggiungono i 200 km/h, e si verificano precipitazioni attorno ai 8.000 mm annui. Il territorio dell'isola è costituito da pietra calcarea, con estremi dirupi, e si possono trovare numerose caverne, prodotte dall'azione erosiva delle maree e del vento. La cavità più profonda giunge ai 370 metri, la maggiore scoperta in Cile. L'isola è coperta dal bosco nativo, con specie tipiche della zona australe del paese, come la lenga e il canelo.
Con un decreto, il Ministero dei Beni Nazionali del Cile, ha destinato i 123.000 ettari dell'isola Madre de Dios ai fini della conservazione e sviluppo sostenibile, a causa della sua importanza geologica, biologica e culturale.
Un importante ritrovamento fatto nel 2006 da una spedizione scientifica cilena verso l'isola, è stata la scoperta di una cinquantina circa di dipinti rupestri realizzati dalla cultura Alacalufe, nella caverna chiamata Cueva del Pacífico. Nel gennaio 2008, una spedizione franco-cilena composta da speleologi, geologi, archeologi e paleontologi, si recò nella zona per due mesi per investigare le vestigia del popolo Alacalufe nelle caverne dell'isola, oltre a verificare il possibile cambiamento climatico.